# 條紋稀棘䲁
條紋稀棘䲁（學名：Meiacanthus lineatus），為輻鰭魚綱鳚形目䲁科稀棘䲁屬的一種，分布於西太平洋澳洲大堡礁海域，深度0至35公尺，本魚體延長，稍側扁，頭頂無冠膜，無鬚，雄性尾葉伸長，頭部和身體的上2/3為黃色，帶有3條與黃色間隙等寬的黑色條紋，頭部和身體最下方的條紋為白色，背鰭黃色，邊緣有藍白色黑色條紋，黃色尾鰭，背鰭硬棘4枚、背鰭軟條26-28枚、臀鰭硬棘2枚、臀鰭軟條15-17枚，體長可達9.5公分，棲息在珊瑚礁區，雌魚產附著性卵，雄魚有護卵行為，生活習性不明，可做為觀賞魚。